# Evil Superstars
Evil Superstars est un groupe belge de rock indépendant qui fut mené par Mauro Pawlowski.

## Historique
Evil Superstars se forme dans le courant de l'année 1992 à Heusden-Zolder en Belgique.
Parmi ses membres on retrouve Mauro Pawlowski (voix, guitare), Bart Vandeput (batterie), Marc Requilé (samples, claviers) et Bart Vandebroeck (basse).
Très vite, ils obtiendront une réputation d'excellent groupe de scène.
En 1994 le groupe gagne le local mais prestigieux concours Humo Rock Rally.
Johan Vandebergh sera remplacé par Schroyen avant l'enregistrement du premier EP, Hairfacts. 
Le groupe a déjà quelques scènes à son actif lorsque Tim Vanhamel, alors âgé de 15 ans, rejoint la bande.
En 1996 ce line-up enregistre son premier album frénétique et déjanté Love Is Okay, bientôt suivi par un second EP Remix Apocalyps. 
Le deuxième album, le beaucoup plus épuré et sombre Boogie Children-R-US est enregistré en 1997, mais le label Paradox, une filiale de A&M London, recule la sortie officielle d'un an. 
Malgré des critiques favorables et une consécration d'album culte, les ventes ne décollent néanmoins pas. 
Quand A&M London fut démantelée, le groupe se retrouve sans label et Mauro Pawlowski décide de dissoudre les Evil Superstars.
Le groupe donnera son dernier concert le 15 septembre, 1998 au Botanique à Bruxelles.
Reformation du groupe (?) qui donnera un concert en août 2015 au Pukkelpop.

## Membres
- Mauro Pawlowski, voix et guitare
- Marc Requilé, samples et claviers
- Bart Vandebroek, basse

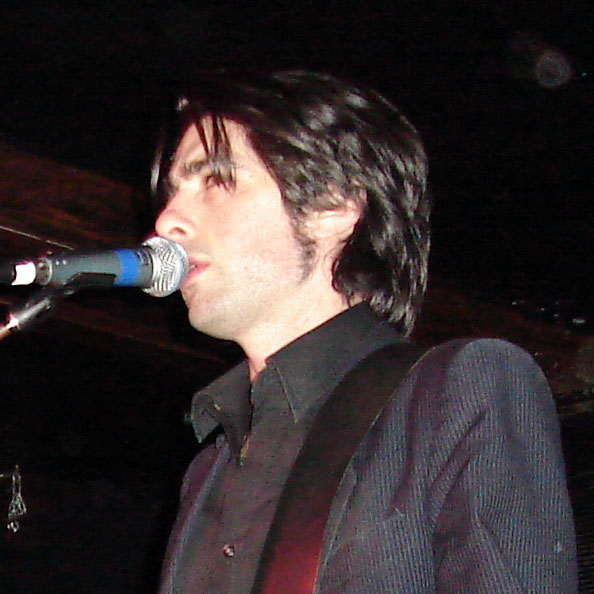
Mauro Pawlowski

- Bart Vandeput, Johan Vandebergh, Dave Schroyen, batterie
- Tim Vanhamel, guitare

## Discographie

### Albums
- 1996 : Love is okay
- 1998 : Boogie Children-R-US

### EP
- 1994 : Hairfacts
- 1996 : Remix apocalyps

### Singles
- 1996 : Satan is in my ass
- 1996 : Pantomiming with her parents
- 1998 : B.A.B.Y.
- 1998 : Sad sad planet

## Bandes originales de films
- Oh Girl, dans Arnaques, Crimes et Botanique (Lock, Stock and Two Smoking Barrels) (1998), Guy Ritchie
- Holy Spirit Come Home, dans Any Way the Wind Blows (2003), Tom Barman